# Hittisberg
Hittisberg är en bergstopp i Österrike.   Den ligger i distriktet Bregenz och förbundslandet Vorarlberg, i den västra delen av landet, 500 km väster om huvudstaden Wien. Toppen på Hittisberg är 1 328 meter över havet, eller 438 meter över den omgivande terrängen. Bredden vid basen är 3,9 km.
Terrängen runt Hittisberg är huvudsakligen kuperad, men åt sydväst är den bergig. Närmaste större samhälle är Dornbirn, 19,0 km väster om Hittisberg. 
I omgivningarna runt Hittisberg växer i huvudsak blandskog. Runt Hittisberg är det ganska tätbefolkat, med 144 invånare per kvadratkilometer.